# ソ・イニョン

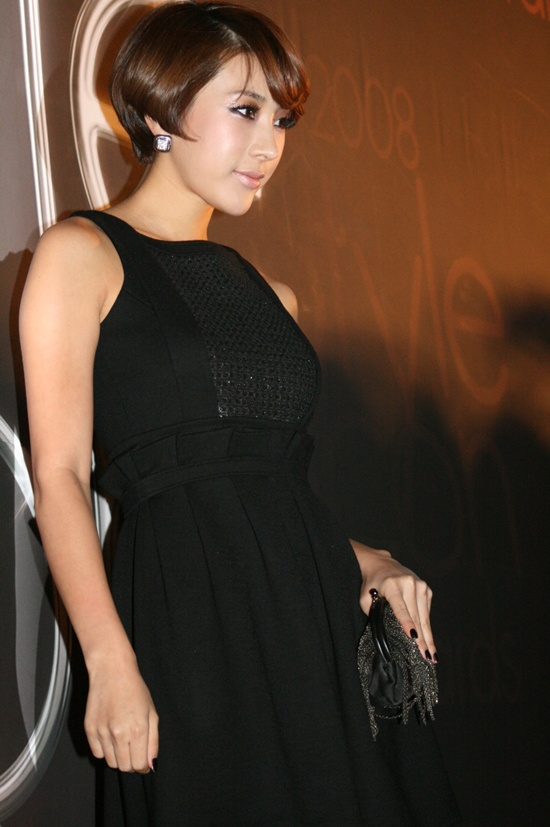
ソ・イニョン（2008年）

ソ・イニョン（徐 寅永、Elly、1984年9月3日 - ）は、韓国の歌手、役者、タレント、モデル。2002年 - 2009年ジュエリーとして活動。ソロ歌手として活動も行っている。身長162cm、体重40kg。

## プロフィール
1984年9月3日（40歳）

同徳女子高等学校、大仏大学校 実用音楽科。
利き手は左手。好きな音楽はクリスティーナ・アギレラ、ブリトニー・スピアーズ。趣味はショッピング、特技はダンス、歌を唄うこと。好きな色は黒、黄色、白。好きな食べ物はトッポギ、日本のカレー、スンデ。好きな日本語は「かわいい。」
自ら気が強いことを自覚している。また、背丈が低いのを気にしていて靴は、ハイヒール、パンプス等を愛用している。

## 来歴
- 1997年（13歳）の頃から雑誌のモデルで活躍していた。
- 2002年ジュエリーのメンバーとして、アルバム「Again」でデビュー。
- 2004年ジュエリーとしてシングル「ココロが止まらない」で日本デビュー。
- 2007年「Elly Is So Hot」でソロデビューし、恥骨ファッションが話題になる。
- 2009年ジュエリーを脱退。

## ディスコグラフィ

### シングル
- My Girl（2008年）
- Elly Is Cinderella （2008年7月23日）
- ANYMORE（2012年8月20日）

### アルバム
- Elly Is So Hot （2007年2月26日）
- Lov-Elly（ミニアルバム） （2010年6月4日）
- Ellythm（2010年）
- Brand New ELLY（ミニアルバム）  （2011年11月24日）
- Lov-Elly Part2 （2011年11月24日）

## 主な出演

### バラエティ
- ソ・イニョンのKAIST （2008年、Mnet）
- 私たち結婚しました （2008年、MBC）
- ミュージックバンク （2008年、KBS）
- 豪快ガールズ （2010年7月18日 - 2011年5月1日、SBS)